# Byszewo (Siemyśl)
Byszewo (deutsch Büssow) ist ein Dorf in der Woiwodschaft Westpommern in Polen. Es gehört zu der Gmina Siemyśl (Landgemeinde Simötzel) im Powiat Kołobrzeski (Kolberger Kreis). 

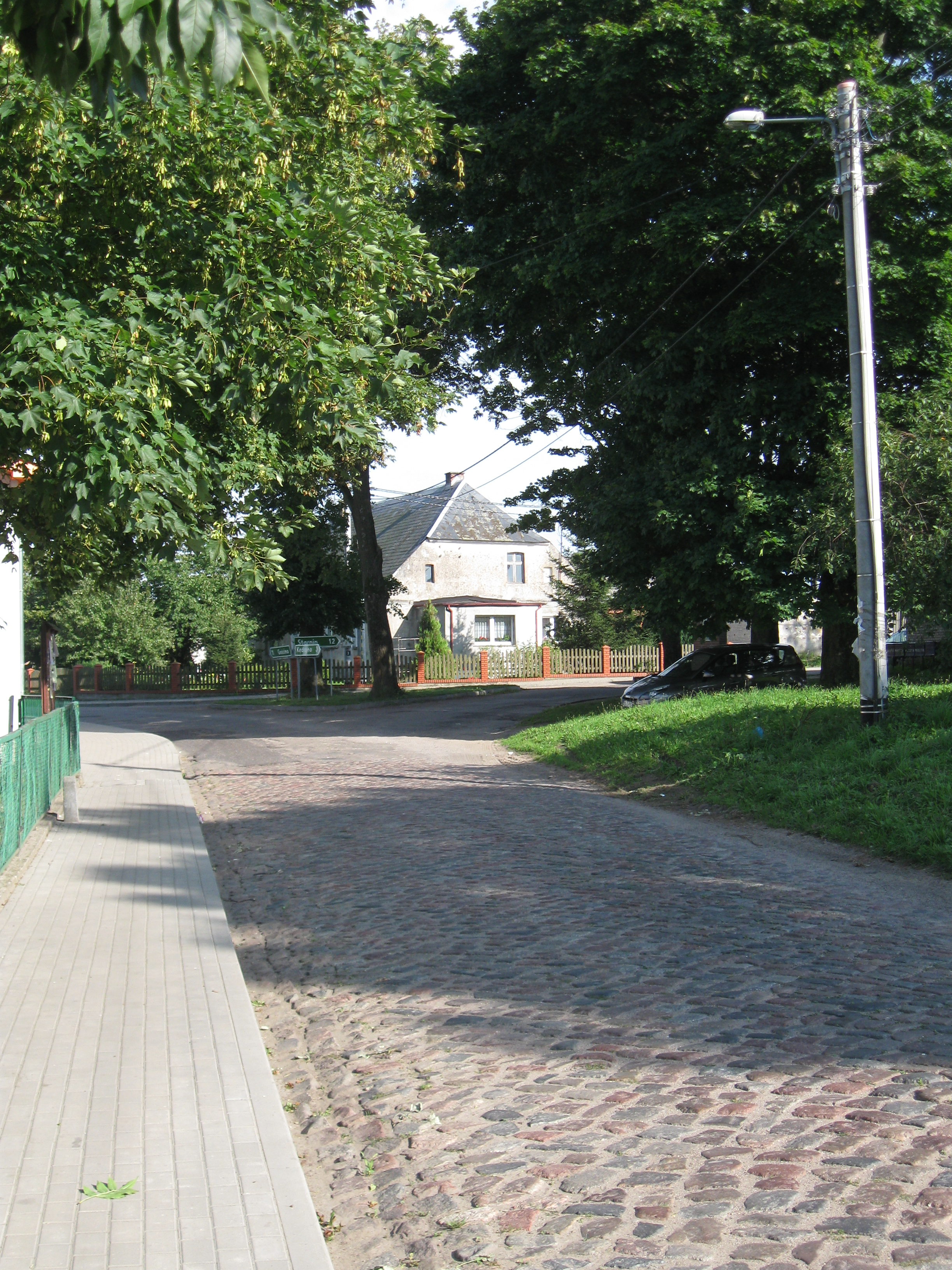
Ortsmitte (Aufnahme von 2013)

## Geographische Lage
Das Dorf liegt in Hinterpommern, etwa 90 Kilometer nordöstlich von Stettin und etwa 14 Kilometer südlich von Kołobrzeg (Kolberg). Die nächsten Nachbarorte sind im Norden Niemierze (Nehmer), im Osten Nieżyn (Nessin), im Südwesten Morowo (Mohrow) und im Westen Kędrzyno (Gandelin).

## Geschichte
Das Dorf wurde erstmals 1276 im Herzogtum Pommern unter dem Namen „Burizsowe“ in einer Urkunde erwähnt, mit der der Camminer Bischof Hermann von Gleichen dem Kolberger Domkapitel seine Einkünfte bestätigte. Die Einkünfte aus dem Dorf dürften im Kirchenzehnten bestanden haben. Im Jahre 1294 wurde das Dorf unter dem Namen „Bunsow“ in einer Urkunde zur Grenzbeschreibung erwähnt.  
Im 16. Jahrhundert war der Lehnsbesitz am Dorf Büssow in mehrere Anteile geteilt. Zunächst ein Viertel war Lehnsbesitz der Familie Adebahr. Überliefert ist, dass der Kolberger Bürger und spätere Bürgermeister Kaspar Adebahr im Jahre 1520 durch den designierten Bischof von Cammin, Erasmus von Manteuffel, mit diesem Viertel belehnt wurde. Im Jahre 1526 kaufte er ein weiteres Viertel von Büssow. 
Auf der Großen Lubinschen Karte des Herzogtums Pommern von 1618 ist das Dorf als „Bußow“ eingetragen. 
Im Jahre 1695 schließlich kaufte die Stadt Kolberg, die bereits den übrigen Teil von Büssow in ihren Besitz gebracht hatte, von einem Angehörigen der Familie Adebahr dessen Anteil. Damit war Büssow ein Stadteigentumsdorf der Stadt Kolberg geworden. Vor dem Siebenjährigen Krieg bestanden in Büssow ein kleines Ackerwerk, zehn Bauern und drei Kossäten.
Im Siebenjährigen Krieg wurde Büssow durch Feuer vollständig zerstört. Nach dem Siebenjährigen Krieg wurde Büssow durch die Kämmerei der Stadt Kolberg wieder aufgebaut. Die Oberleitung hatte, wie bei zahlreichen weiteren Projekten in Pommern, der preußische Staatsmann Franz von Brenkenhoff.  Es wurden nunmehr 15 Vollbauernstellen und 2 Halbbauernstellen eingerichtet, das bisherige Ackerwerk fiel weg. Damit wurde Büssow zu einem reinen Bauerndorf. Am Wiederaufbau nahm König Friedrich der Große persönlich Anteil, wie Briefe von ihm an Brenkenhoff zeigen. 
Nach 1822 ließ die Kolberger Kämmerei den im Süden der Dorfgemarkung gelegenen Wald, die Mohrow genannt, abholzen und legte an dessen Stelle Bauernhöfe an. Die Höfe wurden im Gelände verteilt angelegt, so dass ein neues Dorf in Form einer Streusiedlung entstand. Das Dorf erhielt den Namen Mohrow und wurde von Büssow abgetrennt. 
Nach 1900 wurden im Süden und Westen der Feldmark von Büssow allmählich 22 neue Hofstellen (Abbauten) angelegt. 
Bis 1945 bildete Büssow eine Gemeinde im Landkreis Kolberg-Körlin der Provinz Pommern. Zur Gemeinde gehörten neben Büssow keine weiteren Wohnplätze.
Gegen Ende des Zweiten Weltkriegs wurde Büssow durch die Rote Armee besetzt. Das Dorf kam, wie alle Gebiete östlich der Oder-Neiße-Grenze, an Polen. Die Dorfbewohner flohen oder wurden vertrieben. Der Ortsname wurde als „Byszewo“ polonisiert. 

## Entwicklung der Einwohnerzahlen
- 1816: 157 Einwohner[2]
- 1855: 264 Einwohner[2]
- 1871: 227 Einwohner[2]
- 1905: 313 Einwohner[2]
- 1919: 320 Einwohner[2]
- 1933: 294 Einwohner[2]
- 1939: 277 Einwohner[2]